# Norman Lindsay
Pour les articles homonymes, voir Lindsay.
Norman Alfred Williams Lindsay, né le 22 février 1879 à Creswick, Victoria, et mort le 21 novembre 1969 à Sydney, Nouvelle-Galles du Sud, est un artiste et écrivain australien.

## Biographie
Norman Lindsay est né à Creswick, dans l'État de Victoria, au sud-est de l'Australie, fils du chirurgien d'origine anglo-irlandaise Robert Charles William Alexander Lindsay (1843–1915) et de Jane Elizabeth Williams (1848–1932), qui eurent dix enfants. Norman est leur cinquième enfant. Son plus jeune frère Daryl (1889-1976), devient peintre.
En 1895, Lindsay part pour Melbourne et travaille pour un petit journal local, avec son frère aîné, Lionel (1874-1961), expérience qu'il décrira dans Rooms and Houses (1968). Il épouse Catherine (Kate) Agatha Parkinson, le 23 mai 1900. Son premier fils, Jack, naît en octobre ; il partira pour Londres et y créera une maison d'édition, Fanfrolico Press. Son autre fils, Philip (1906-1958), deviendra écrivain. Le couple divorce en 1918.
Dans l'intervalle, en 1909, Norman entreprend un voyage en Europe. À Naples, il commence une série de dessins d'après le Satyricon. Il retourne en Australie en 1911. Il publie son premier roman, A Curate in Bohemia en 1913, illustré de ses propres dessins. La Première Guerre mondiale le marque profondément. Il contribue à l'effort de guerre en produisant une série d'affiches de propagande. Au sortir de la guerre, il publie The Magic Pudding, qui devient l'un des livres pour enfants le plus populaire de la littérature australienne.
Boxeur en amateur, il pratiqua ce sport toute sa vie durant, initié par l'un de ses modèles,. 
En 1920, il épouse en secondes noces Rose Soady (1885-1978), ancien mannequin, qui fut son agent artistique et l'éditrice de toutes ses estampes. Le couple a deux filles, Jane et Helen.
En avril 1925, il expose aux Leicester Galleries de Londres des aquarelles et des eaux-fortes dont se fait l'écho la presse européenne.
Trois de ses romans, Readheap (1930), The Cautious Amorist (1932) et Age of Consent (1938) ont été interdits de publication en Australie pour indécence, respectivement, jusqu'en 1953, 1958 et 1962.
Lindsay devient dès 1914, un contributeur régulier de The Bulletin, ses illustrations y exprimant des opinions politiques indépendantistes, républicaines, et anti-communistes, et sur le plan artistique, un net rejet des avant-gardes.
Poète et ami de poètes comme Henry Lawson, il fréquente un cercle comprenant Kenneth Slessor, Francis Webb et Hugh McCrae. Dans les années 1920-1930, son fils Jack, devenu éditeur à Londres, lui commande de nombreuses illustrations.
En tant que peintre et sculpteur, il produit principalement des nus. Il est connu dès 1913 par un effet de scandale, lorsqu'il présente à Melbourne, dans un salon officiel, The Crucifixion of Venus. Ces travaux, parfois associés à ses écrits, sont jugés indécents ou choquants, voire « dégénérés » et subversifs, et fortement contestés par une partie des critiques d'art australiens et britanniques, et des associations comme la Woman's Christian Temperance Union, à partir des années 1920-1930. Cet aspect de sa vie a fait l'objet d'un film, Sirènes, en 1994.
Il vécut les trente dernières années de sa vie à Springwood, situé près de Faulconbridge, au cœur des Blue Mountains (Nouvelle-Galles du Sud) : la maison et les jardins sont désormais une galerie et un musée en son hommage, gérés par la National Trust of Australia.

## Galerie

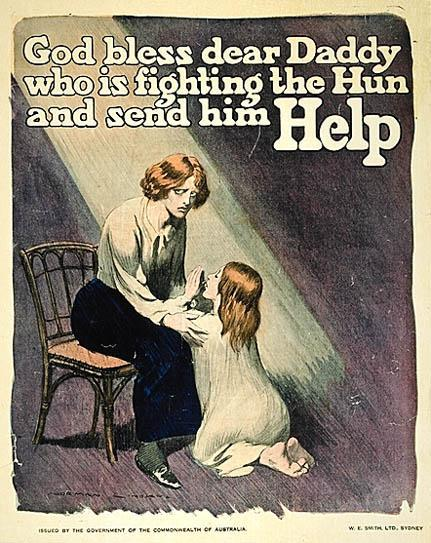
God Bless Dear Daddy..., affiche lithographiée, vers 1915.
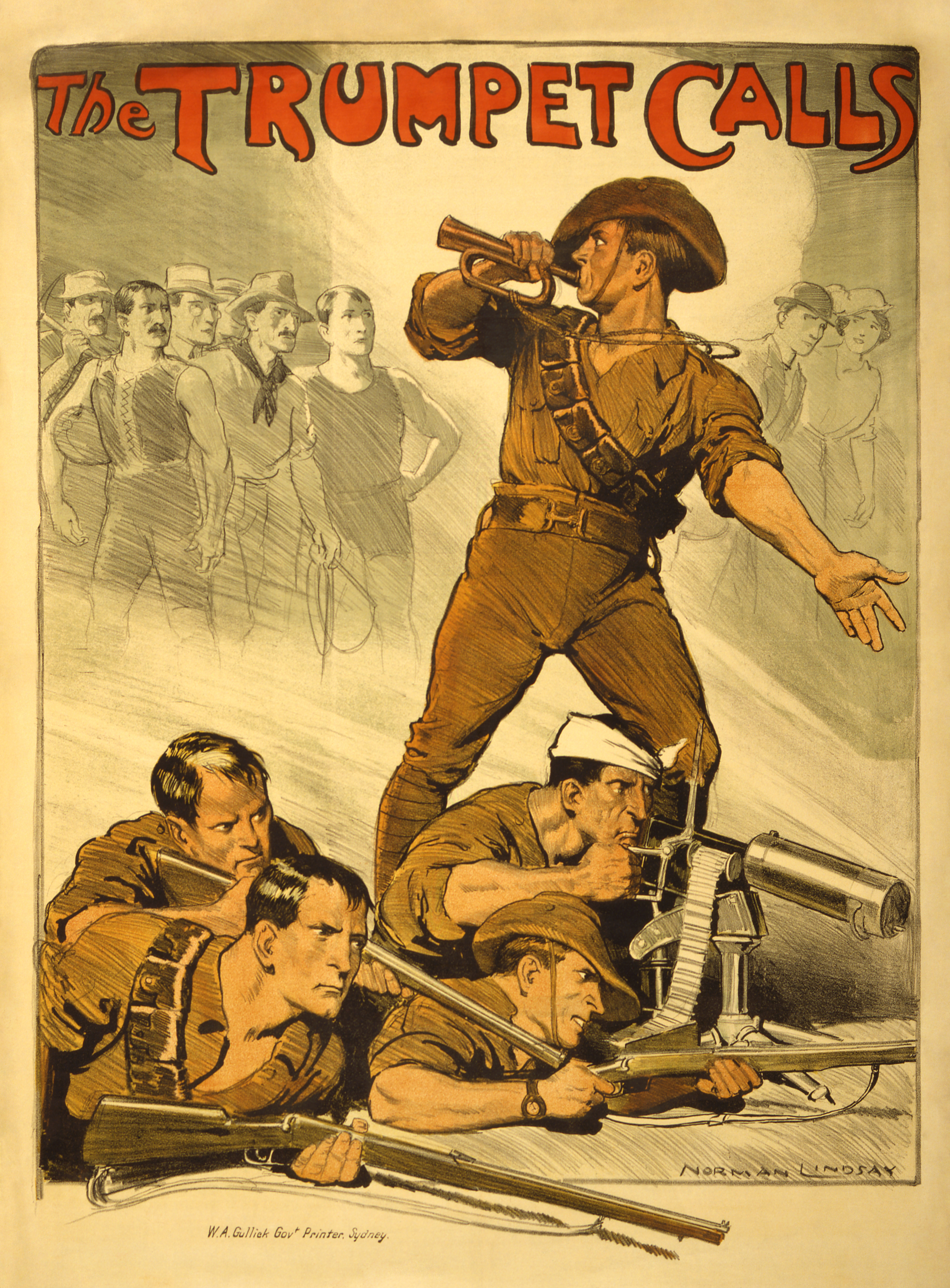
The Trumpet Calls, affiche lithographiée, 1918.
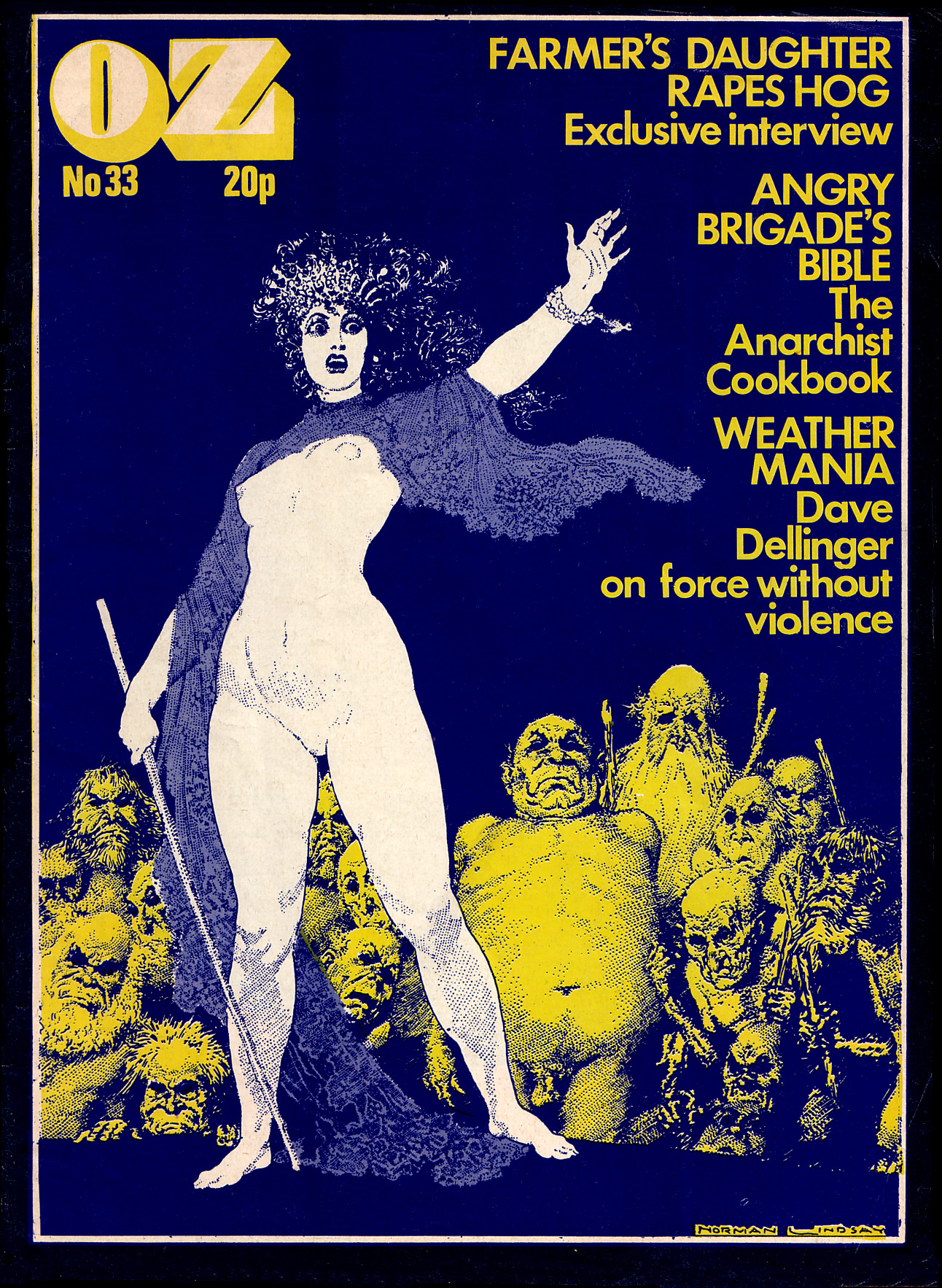
Couverture de Oz, février 1971.

## Œuvre

### Artiste-plasticien
Lindsay a produit un important corpus comprenant des dessins, des aquarelles, des huiles sur toile, des gravures, des sculptures. Le gros de sa production va des années 1920 jusqu'à sa mort.
Il a influencé des artistes comme Roy Krenkel, Margaret Coen (en) et Frank Frazetta. 

#### Conservation
- Australie :
  - Norman Lindsay Gallery and Museum (en), ville de Blue Mountains.
  - National Gallery of Victoria (Melbourne).
- Nouvelle-Zélande :
  - Auckland Art Gallery
- Royaume-Uni :
  - British Museum (gravures)

### Écrits publiés

#### Romans
- A Curate in Bohemia, illustré par 37 dessins de l'auteur, 1913.
- Redheap, Faber and Faber (Australie), 1930 — livre interdit dans ce pays jusqu'en 1958.
- The Cautious Amorist, New York, Farrar & Rinehart, 1932 — adapté en 1953 au cinéma : Our Girl Friday.
- Miracles by Arrangement, 1932.
- Saturdee,  The Endeavour Press, 1933.
- Pan in the Parlour, New York, Farrar & Rinehart, 1933.
- Age of Consent, illustré par l'auteur, 1938 — adapté au cinéma en 1969 : Age of Consent.
- The Cousin from Fiji, 1945.
- Halfway to Anywhere, 1947.
- Dust or Polish?, 1950.
- Rooms and Houses, 1968.

#### Livres pour enfants
- The Magic Pudding[10], 1918 — traduit en français par Béatrice Vierne sous le titre Les aventures de Magic Pudding, Anatolia, 1993.
- The Flyaway Highway, 1936.

#### Poésie
- A Drum for Ben Boyd, illustré par Francis Webb, Sydney, Angus & Robertson, 1948.

#### Essais

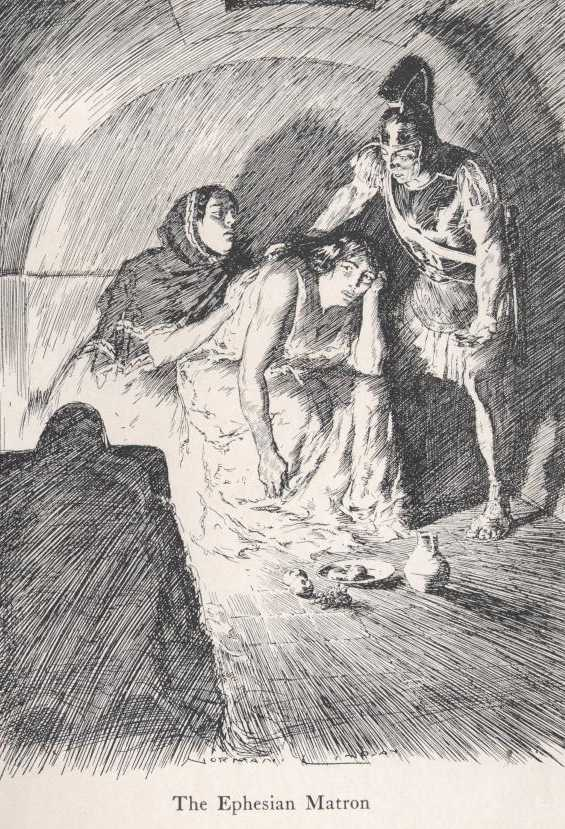
Illustration pour The Satyricon.

- Creative Effort: An essay in affirmation, 1924.
- The Etchings of Norman Lindsay, Londres, London, Constable & Co., 1927.
- Hyperborea: Two Fantastic Travel Essays, 1928.
- Madam Life's Lovers: A Human Narrative Embodying a Philosophy of the Artist in Dialogue Form, Londres, Fanfrolico Press, 1929.
- The scribblings of an idle mind, 1956.
- Bohemians of the Bulletin, autobiographie, 1965.
- Norman Lindsay: Pencil Drawings, 1969.
- My Mask, for what little I know of the man behind it, autobiographie, 1970.
- Norman Lindsay's pen drawings, 1974.

#### Illustrateur
- Henry Lawson, When I was a King, and Other Verses, Angus & Robertson, 1905.
- Pétrone, The Satyricon, Londres, 1910 ; rééd. New York, Boni & Liveright, 1922.
- Edmond James, A Journalist and Two Bears, 1913.
- Henry James, Double-Bed Dialogues, 1915.
- Hugh McCrae, Idyllia, 1922.
- John Donne, A Defence of Women for Their Inconstancy & Their Paintings, 1925.
- Kenneth Slessor, Earth Visitors, 1926.
- Aristophane, Lysistrata, 1926.
- Jack Lindsay, Propertius in love : done into English verse from the Latin, avec 18 illustrations de Norman Lindsay / Londres, Fanfrolico Press, 1927.
- William Blake: Creative Will and the Poetic Image, 1927.
- Douglas Stewart, Sonnets to the unknown soldier, 1941.
- Douglas Stewart, The Birdsville track : and others poems. 1955.

## Œuvres inspirées de sa vie et de son travail

### Au cinéma
- 1953 : Trois Adam au paradis de Noel Langley, d'après The Cautious Amorist.
- 1969 : Age of Consent de Michael Powell, d'après le roman éponyme.
- 1994 : Sirènes de John Duigan, inspiré de sa vie.
- 2000 : Le Gâteau magique de Karl Zwicky, dessin animé d'après le livre éponyme.

### À la télévision
- 1972 : l'Australian Broadcasting Commission (ABC) produit cinq téléfilms adaptés de Redheap, The Cousin from Fiji, Halfway to Nowhere, A Curate in Bohemia, et Dust or Polish.
- 2011 : The Magic Pudding, téléfilm produit par ABC.